# Louis Carra
Pour les articles homonymes, voir Carra.
Louis Carra, né le 16 mai 1932 à Champigny-sur-Marne à l'époque dans la Seine et aujourd'hui dans le Val-de-Marne et mort le 17 juin 2025 à Mandelieu-la-Napoule , est un footballeur français, qui évoluait au poste de défenseur.

## Biographie
Louis Carra commence sa carrière au SC Toulon, puis joue pendant cinq saisons au Racing Club Franc-Comtois. Il termine sa carrière aux Girondins de Bordeaux.
Il dispute 13 matchs en Division 1, et 176 matchs en Division 2, inscrivant un but. Il est quart de finaliste de la Coupe de France en 1954 avec le Racing Club Franc-Comtois.